# Цзиланьба
ГЕС Цзиланьба (紫兰坝水电站) — гідроелектростанція на півдні Китаю у провінції Сичуань. Знаходячись між ГЕС Bǎozhūsì (вище по течії) та ГЕС Zhāohuà, входить до складу каскаду на річці Байлун, правій притоці Цзялінцзян, яка в свою чергу є лівою притокою Цзіньші (верхня течія Янцзи).
В межах проекту річку перекрили бетонною гравітаційною греблею висотою 48 метрів та довжиною 367 метрів. Вона утримує водосховище з об'ємом 392 млн м3, в якому під час операційної діяльності припустиме коливання рівня між позначками 484 та 488 метрів НРМ, тоді як у випадку повені останній показник може зростати до 490,3 метра НРМ.
Пригреблевий машинний зал обладнали трьома бульбовими турбінами потужністю по 35 МВт (номінальна потужність станції рахується як 102 МВт). Вони використовують напір від 8,1 до 19,9 метра (номінальний напір 15,4 метра) та повинні забезпечувати виробництво 441 млн кВт-год електроенергії на рік.